# Мајкл Шин
Мајкл Кристофер Шин (енгл. Michael Christopher Sheen; 5. фебруар 1969) британски је позоришни, телевизијски и филмски глумац.
Запажене улоге остварио је у филмовима Фрост/Никсон, Краљица и Проклети јунајтед, као и у серији Masters of Sex која му је донела номинацију за награду Златни Глобус. Такође је био номинован за награде Еми и БАФТА.
Током досадашње каријере три пута је играо бившег британског премијера Тонија Блера - у филмовима Договор, Краљица и Посебна веза.

## Филмографија
| Година | Филм                              | Улога          |
| ------ | --------------------------------- | -------------- |
| 1995   | Отело                             | Лодовико       |
| 1996   | Мери Рајли                        | Бредшоу        |
| 1997   | Вајлд                             | Роби Рос       |
| 2002   | Четири пера                       | Вилијам Тренч  |
| 2003   | Чаробна младост                   | Мајлс          |
| 2003   | Подземни свет                     | Лушан          |
| 2004   | Правила привлачности              | Торн Џејмисон  |
| 2005   | Небеско краљевство                | Свештеник      |
| 2006   | Краљица                           | Тони Блер      |
| 2006   | Крвави дијамант                   | Руперт Сајмонс |
| 2007   | Музика изнутра                    | Арт Ханиман    |
| 2008   | Фрост/Никсон                      | Дејвид Фрост   |
| 2009   | Подземни свет: Успон лајкана      | Лушан          |
| 2009   | Проклети Јунајтед                 | Брајан Клаф    |
| 2009   | Млади месец                       | Аро            |
| 2010   | Алиса у земљи чуда                | Бели зец       |
| 2010   | Трон: Легат                       | Кастор         |
| 2011   | Поноћ у Паризу                    | Пол            |
| 2012   | Исус Хенри Христ                  | Славкин О'Хара |
| 2012   | Сумрак сага: Праскозорје — 2. део | Аро            |
| 2013   | Пријемни                          | Марк           |
| 2016   | Алиса иза огледала                | Бели зец       |
| 2016   | Путници                           | Артур          |
| 2016   | Ноћне звери                       | Карлос Холт    |